# Rhypholophus arapaho
Rhypholophus arapaho är en tvåvingeart som först beskrevs av Alexander 1958.  Rhypholophus arapaho ingår i släktet Rhypholophus och familjen småharkrankar. Inga underarter finns listade i Catalogue of Life.